# Scopula variabilis
Scopula variabilis là một loài bướm đêm trong họ Geometridae.